# Schilpario
Schilpario is een gemeente in de Italiaanse provincie Bergamo (regio Lombardije) en telt 1294 inwoners (31-12-2004). De oppervlakte bedraagt 63,8 km², de bevolkingsdichtheid is 21 inwoners per km².
De volgende frazioni maken deel uit van de gemeente: Ronco, Barzesto, Pradella.

## Demografie
Schilpario telt ongeveer 549 huishoudens. Het aantal inwoners daalde in de periode 1991-2001 met 3,1% volgens cijfers uit de tienjaarlijkse volkstellingen van ISTAT.
| Jaar | Inwoneraantal |
| ---- | ------------- |
| 1991 | 1343          |
| 2001 | 1302          |
| 2004 | 1294          |

## Geografie
De gemeente ligt op ongeveer 1124 m boven zeeniveau.
Schilpario grenst aan de volgende gemeenten: Azzone, Borno (BS), Cerveno (BS), Lozio (BS), Ossimo (BS), Paisco Loveno (BS), Teglio (SO), Vilminore di Scalve.